# Félix de Bona
Félix de Bona y García de Tejada (Cataluña, 1822-Madrid, 13 de abril de 1889) fue un político, economista y periodista español.

## Biografía
Nació en Cataluña en 1822. Político y economista, llegó a desempeñar importantes cargos públicos. Su labor periodística, muy extensa según Ossorio y Bernard, comenzó en El Eco del Comercio en 1845 y terminó en El Día a su fallecimiento, acaecido el 13 de abril de 1889. Entre una y otra publicación, estuvieron también El Clamor Público (1848-1852), El Liberal (1854), La Discusión (1856-1859), Revista Hispano-Americana (1864-1867), La América, Los Sucesos y La Voz del Siglo. Fue autor de diversas obras, entre las que se cuentan Cuba, Santo Domingo y Puerto-Rico (1861), El sistema protector perjudica a las industrias que trata de defender (1865), El estado y los caminos de hierro (1883) y La huelga novela, que se publicó entre 1896 y 1900. Era hermano del funcionario, pintor y periodista Francisco Javier de Bona y García de Tejada.